# برشاوشان مسوق
برشاوشان مسوق (الاسم العلمي: Adiantum petiolatum) هو نوع من النباتات يتبع جنس البرشاوشان من الفصيلة الديشارية.